# Peter Abrahams (escritor sudafricano)
Peter Abrahams (Vrededorp, Sudáfrica; 3 de marzo de 1919-Saint Andrew, Jamaica; 18 de enero de 2017) fue un escritor, periodista y comentarista político sudafricano.

## Biografía
Su padre era de Etiopía y su madre fue clasificada por Sudáfrica como persona de raza mixta, una "Kleurling" o "de color". Nació en Vrededorp, cerca de Johannesburgo, pero abandonó el país en 1939. Trabajó primero como marino y luego como periodista en Londres.
Deseando hacerse escritor, se enfrentó a retos considerables para un sudafricano, tal y como ha mostrado Carol Polsgrove en su historia Ending British Rule: Writers in a Common Cause (2009). A pesar de la recomendación manuscrita de un lector contra su publicación, en 1942 Allen y Unwin publicaron su Dark Testament, compuesto principalmente por trozos que había llevado consigo de Sudáfrica. El editor Dorothy Crisp publicó sus libros Song of the City (1945) y Mine Boy (1946). De acuerdo con el investigador nigeriano Kolawole Ogungbesan, Mine Boy se convirtió en "la primera novela africana escrita en inglés que llama la atención internacional". Se publicaron más libros en Gran Bretaña y los Estados Unidos: dos libros The Path of Thunder (1948), Wild Conquest (1950), Return to Goli (1953) (un reporte periodístico sobre un viaje de vuelta a África) y Tell Freedom (1954) (unas memorias).
Mientras trabajaba en Londres, vivió con su mujer Daphne en Loughton. Conoció a varios líderes y escritores negros de importancia, como George Padmore, allí una figura líder en la comunidad panamericana, Kwame Nkrumah de Costa de Oro y Jomo Kenyatta de Kenia, siendo ambos posteriormente presidentes de sus respectivos países. En 1956, Abrahams publicó una roman à clef sobre la comunidad política de la cual había formado parte en Londres: A Wreath for Udomo, cuyo personaje principal (Michael Udomo), que regresa de Londres a su país africano para encabezar el proceso de convertirla en un país independiente e industrializado, parece tomar como modelo a Nkrumah con una pista sobre Kenia; la obra termina con el asesinato de Udomo. También pueden identificarse a otras figuras, como George Padmore. Publicada el año antes de que Nkrumah tomara las riendas de la independencia de Ghana, A Wreath for Udomo no fue una perspectiva optimista del futuro africano.
Abrahams se estableció en Jamaica en 1956, publicando más tarde A Night of Their Own (1965) y This Island Now (1966), su única novela no ambientada en África, en donde explica cómo el poder y el dinero pueden cambiar las perspectivas de la mayor parte de la gente.
Sus últimos trabajos son The View fromb Coyaba (1985), Red Message (1986) y The Black Experience in the 20th Century: An Autobiography and Meditation (2000).

## Vida profesional
Se trata de uno de los escritores sudafricanos más prominentes, cuya obra trata temas políticos y sociales, especialmente el racismo. Su obra Mine Boy, una de las primeras que llamó la atención crítica, y sus memorias Tell Freedom tratan en parte sobre el apartheid.

### Obra
- Dark Testament (1942)
- Song of the City (1945), editada por Dorothy Crisp & Co Ltd London
- Mine Boy (1946) editada por Dorothy Crisp & Co Ltd London
- The Path of Thunder (1948)
- Wild Conquest (1950)
- Return to Goli (1953)
- Tell Freedom: Memories of Africa (1954)
- A Wreath for Udomo (1956)
- A Night of Their Own (1965)
- This Island Now (1966)
- The View from Coyaba (1985)
- Red Message (1986)
- The Black Experience in the 20th Century: An Autobiography and Meditation (2000)

## Música inspirada en su obra
- El ballet İldırımlı yollarla ("The Path of Thunder") (1958) por el compositor de Azerbaiyán Gara Garayev.